# Wilhelm Helleday
Wilhelm Helleday, född 15 augusti 1674, död 26 mars 1727, var en svensk riksdagsledamot och politiker.

## Biografi
Wilhelm Helleday föddes 1674. Han var son till köpmannen Welam Helleday och Katarina Petri i Stockholm. Helleday var från 1684 till 1696 student vid Uppsala universitet. Han blev 1698 kassör vid ambassaden i Moskva och blev 1708 kommissarie vid gardet. Helleday blev 1710 primarie kämnär och 1720 rådman i Stockholms stad. Han var riksdagsledamot för borgarståndet i Stockholm vid riksdagen 1723 och riksdagen 1726–1727. Helleday avled 1727 under riksdagen.